# Шарапов, Вячеслав Вячеславович
Шарапов Вячеслав Вячеславович (англ. Sharapov Vyacheslav Vyacheslavovich; 19 мая 1959 года) — белорусский композитор, поэт, аранжировщик, радиожурналист, наиболее известен как композитор и художественный руководитель Белорусского Государственного ансамбля «Песняры».

## Биография

### Детство и юность
Шарапов Вячеслав Вячеславович родился 19 мая 1959 года в городе Речица.
С детства в мальчике, который родился амбидекстром, проявлялись недюжинные способности к рисованию и музыке, он отличался развитым кругозором и цепкой памятью. В 1979 году поступил в Мозырское музыкальное училище по классу трубы, где учился у известного педагога Геннадия Богомолова. Поступил благодаря тому, что не только неплохо играл и подбирал "по слуху", но и потому, что за минуту мастерски нарисовал шарж на одного из членов приемной комиссии. В годы учебы освоил несколько инструментов и приобрел первый сценический опыт.

### Становление
После службы в армии, в 1982 году поступил в Минский институт культуры на факультет эстрадного дирижирования. Окончив два курса, оставил учебу из-за семейных обстоятельств.
Работал в городе Речица в различных учреждениях культуры, играл в вокально-инструментальных ансамблях. Создал театр песни "Черное золото", при Дворце культуры "Беларуснефть", сотрудничал с солистами Национального государственного концертного оркестра Беларуси под управлением Михаила Финберга.
В 1994 году певец Леонид Войтович с песнями Шарапова "Зорка з небес" и "Адкажы мне шчыра" стал лауреатом 1 премии Национального фестиваля песни и поэзии "Маладзечна-94", это стало поворотным моментом в судьбе Вячеслава, его стала замечать музыкальная общественность Беларуси, песни автора зазвучали на радио и телевидении.
В 1998 году известный белорусский звукорежиссер Валерий Гребенко предложил Вячеславу работу в Белтелерадиокомпании, в новой студии звукозаписи, которая в то время была самой лучшей и самой оснащенной в стране. Кроме звукорежиссерской работы Шарапов делал много аранжировок, сотрудничал с ансамблем "Беседа", многими известными белорусскими исполнителями, с ансамблем "Неруш" Белорусского государственного университета, неоднократно посещал страны Скандинавии.

### Песняры
В 2000 году был приглашен народным артистом СССР В.Г. Мулявиным в БГА «Песняры» с целью создания новых песен для коллектива.
С 2002 года перешел на должность артиста высшей категории.
После ухода из жизни основателя коллектива, Шарапов стал музыкальным руководителем Песняров, затем, в 2005 году, директором-художественным руководителем.
Среди самых известных работ Шарапова — текст и вокальная аранжировка "Полонеза" Огинского, музыка и стихи к песням "Ой,  княжна", "Ля замкавай гары", "Литвинка", и многие другие...
Последние годы в "Песнярах" Шарапов посвятил омоложению коллектива, взяв курс на передачу эстафеты молодому поколению, способному продолжить традиции легендарного ансамбля и дело Владимира Мулявина.  О своем намерении покинуть коллектив он сообщил когда окончательно понял, что его интерес к политологии, экономике и журналистике потребовал профессионального воплощения.

### Sputnik Беларусь
С 2016 года работает ведущим политических и экономических программ на радио Sputnik Беларусь, Международного информационного агентства «Россия сегодня», в последнее время стал выступать в качестве политического эксперта. Является членом международно журналистского клуба "Друзья-сябры", лауреатом журналистской премии "Золотой зубр", автором и ведущим программы "Беломания" на радио «Говорит Москва».